# Violaxanthine
Violaxanthine is een natuurlijke oranje kleurstof die voorkomt in viooltjes, vandaar de naam. Het is een carotenoïde, meer bepaald een xanthofyl. Levende wezens maken het aan vanuit zeaxanthine door epoxidevorming. Als voedingsadditief is het toegelaten onder E-nummer E161e om voedsel te kleuren.